# 斯普林克里克 (加利福尼亞州)
斯普林克里克（英語：Spring Creek）是位於美國加利福尼亞州埃爾多拉多縣的一個非建制地區。該地的面積和人口皆未知。

## 地理
斯普林克里克的座標為38°55′45″N 120°03′54″W / 38.92917°N 120.06500°W，而該地的平均海拔高度為1932米（即6339英尺）。